# محسن رمضانی
محسن رمضانی (زادهٔ ۲۰ تیر ۱۳۶۵) بازیگر ایرانی است. رمضانی در هفدهمین دورهٔ جشنوارهٔ فیلم فجر دیپلم افتخار بازیگر نقش اول مرد را برای بازی در فیلم رنگ خدا به کارگردانی مجید مجیدی دریافت کرد.
وی محصل مجتمع نابینایان شهید محبی بوده و در این مجتمع آموزشی تحصیل کرده است.

## فیلم‌شناسی
| سال  | عنوان          | کارگردان    | منابع |
| ---- | -------------- | ----------- | ----- |
| ۱۳۷٧ | رنگ خدا        | مجید مجیدی  | [ ۲ ] |
| ۱۳۸۰ | چراغ‌های خاموش  | کاظم بلوچی  | [ ۲ ] |
| ۱۳۸۹ | خیابان‌های آرام | کمال تبریزی | [ ۲ ] |